# The Tide Is Turning
„The Tide Is Turning“ je osmý singl britského baskytaristy a zpěváka Rogera Waterse, který je známý svým působením ve skupině Pink Floyd. Singl byl vydán na podzim 1990 (viz 1990 v hudbě).
„The Tide Is Turning“ je druhý singl z koncertního alba The Wall - Live in Berlin. Koncert se uskutečnil 21. července 1990 při příležitosti pádu berlínské zdi. Na této akci hostovalo mnoho dalších hudebníků, kteří odehráli téměř celé album Pink Floyd The Wall kromě poslední skladby „Outside the Wall“, jež byla nahrazena právě Watersovou písní „The Tide Is Turning“.
Singl byl vydán ve třech verzích. Sedmipalcová SP deska obsahuje píseň „The Tide Is Turning“ a na B straně skladbu „Nobody Home“. „The Tide Is Turning“ však nepochází z koncertní nahrávky, jedná se o později natočenou studiovou verzi s přimíchanými koncertními vokály hostujících umělců. Na dvanáctipalcovém EP se nachází kromě těchto dvou písní navíc i albová verze „The Tide Is Turning“. CD obsahuje pouze obě varianty „The Tide Is Turning“, skladba „Nobody Home“ byla vypuštěna.

## Seznam skladeb

### 7" verze
1. „The Tide Is Turning“ (Waters) – 4:32
2. „Nobody Home“ (Waters) – 4:46

### 12" verze
1. „The Tide Is Turning“ (Waters) – 4:32
2. „Nobody Home“ (Waters) – 4:46
3. „The Tide Is Turning (Album Version)“ (Waters) – 7:15

### CD verze
1. „The Tide Is Turning“ (Waters) – 4:32
2. „The Tide Is Turning (Album Version)“ (Waters) – 7:15